# Institutul de Mecanică Cerească și Calculul Efemeridelor din Paris
Institutul de Mecanică Cerească și Calculul Efemeridelor din Paris (în franceză:   Institut de mécanique céleste et de calcul des éphémérides, cu sigla: IMCCE), situat în incinta Observatorului Astronomic din Paris, a fost creat în 1998 pentru a înlocui vechiul Service des calculs et de mécanique céleste al Bureau des longitudes, cu care este totuși legat.
Acest institut are în același timp o misiune de serviciu pentru realizarea efemeridelor oficiale naționale (franceze) și o misiune de cercetare în domeniile mecanicii cerești.
În plus, institutul a dezvoltat activități de informare a publicului (inclusiv informații de ordin astronomic), învățământ și formare. Este la originea unor numeroase publicații referitoare la rezultatele cercetărilor sale, cât și a unor numeroase documente de informare. Aceste publicații includ Connaissance des Temps și Guide de données astronomiques.